# 比滕
比滕（法語：Butten，法語發音：[bytən] ⓘ；莱茵法兰克语：Bìtte）是法国下莱茵省的一个市镇，位于该省西北部，属于萨韦尔讷区。

## 地理
比滕（48°58'15"N, 7°13'16"E）面积15.19 平方千米，位于法国大東部大區下莱茵省，该省份为法国大陆部分最东部的省份，是阿尔萨斯的一部分，今与上莱茵省组成了阿尔萨斯欧洲集体，其南至上莱茵省，西南接孚日省和默尔特-摩泽尔省，西接摩泽尔省，北与德国接壤，东侧沿莱茵河与德国相望。
与比滕接壤的市镇（或旧市镇、城区）包括：拉兰、苏赫特、代林根、迪默林根、洛伦岑、拉茨维莱尔。
比滕的时区为UTC+01:00、UTC+02:00（夏令时）。

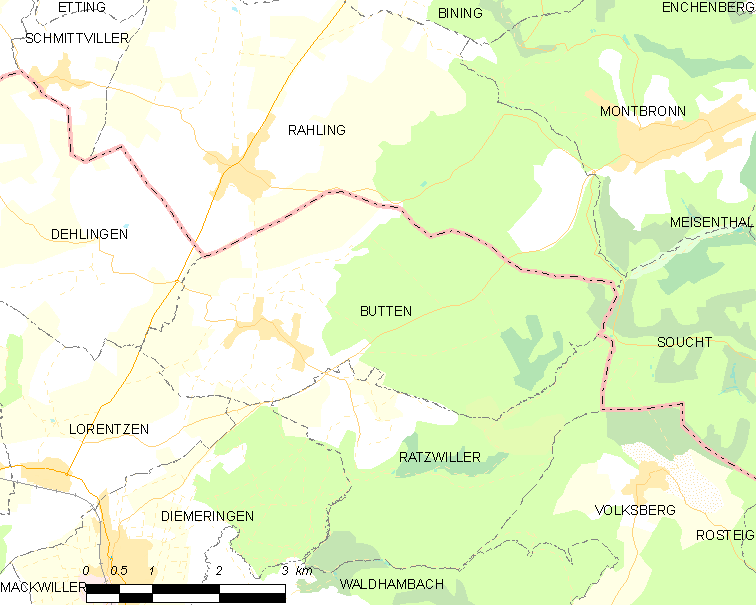
比滕的OSM定位图

## 行政
比滕的邮政编码为67430，INSEE市镇编码为67072。

## 政治
比滕所属的省级选区为英维莱尔县。

## 人口

1962-2008年间比滕人口变化图示

比滕于2022年1月1日时的人口数量为651人。